# نورمان أو. هوستون
نورمان أو. هوستون (بالإنجليزية: Norman O. Houston) هو شخصية أعمال أمريكي، ولد في 16 أكتوبر 1893 في سان خوسيه في الولايات المتحدة، وتوفي في 20 أكتوبر 1981 في لوس أنجلوس في الولايات المتحدة.